# Helmdange
Helmdange är en ort i Luxemburg.   Den ligger i distriktet Luxemburg, i den centrala delen av landet, 8 kilometer norr om huvudstaden Luxemburg. Helmdange ligger 263 meter över havet och antalet invånare är 638.
Terrängen runt Helmdange är platt åt sydost, men åt nordväst är den kuperad. Helmdange ligger nere i en dal.  Runt Helmdange är det mycket tätbefolkat, med 1 135 invånare per kvadratkilometer.. Närmaste större samhälle är Luxemburg, 8,4 kilometer söder om Helmdange. 
I omgivningarna runt Helmdange växer i huvudsak blandskog.